# Noel Chavasse

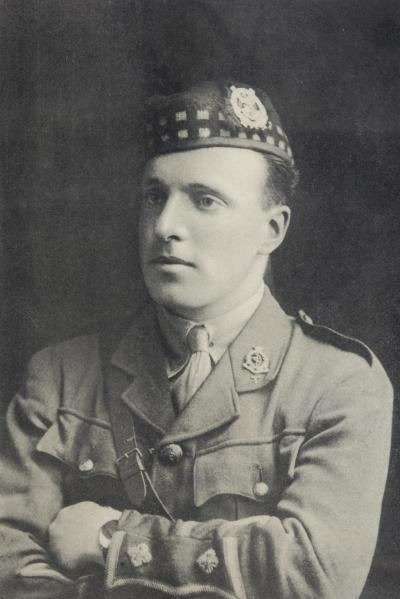
Noel Godfrey Chavasse

Noel Godfrey Chavasse VC & Bar, MC (* 9. November 1884 in Oxford; † 4. August 1917 in Westflandern) war ein britischer Sportler und Militärarzt. Er nahm an den Olympischen Spielen 1908 in London teil und wurde später einer von nur drei Männern, die das Victoria-Kreuz zweimal erhielten.

## Vor dem Ersten Weltkrieg
Chavasse war der Sohn von Francis James Chavasse, dem Bischof von Liverpool und Gründer des St Peter’s College in Oxford. Er hatte einen eineiigen Zwillingsbruder namens Christopher, der 20 Minuten älter war als er und später Theologe wurde. Die Zwillinge hatten noch zwei weitere Brüder und drei Schwestern.
Christopher und Noel Chavasse besuchten das Trinity College in Oxford. An der Hochschule trainierten sie in der Rugby-Mannschaft und in Leichtathletik. Sie nahmen im britischen Team an den Olympischen Spielen 1908 in London teil und erreichten als 400-M-Läufer das Viertelfinale.
1912 bestand Noel Chavasse sein medizinisches Abschlussexamen und wurde vom General Medical Council als Arzt zugelassen. Er verbrachte anschließend Zeit in Liverpool und Dublin, um sich zum Chirurgen ausbilden zu lassen.

## Im Ersten Weltkrieg

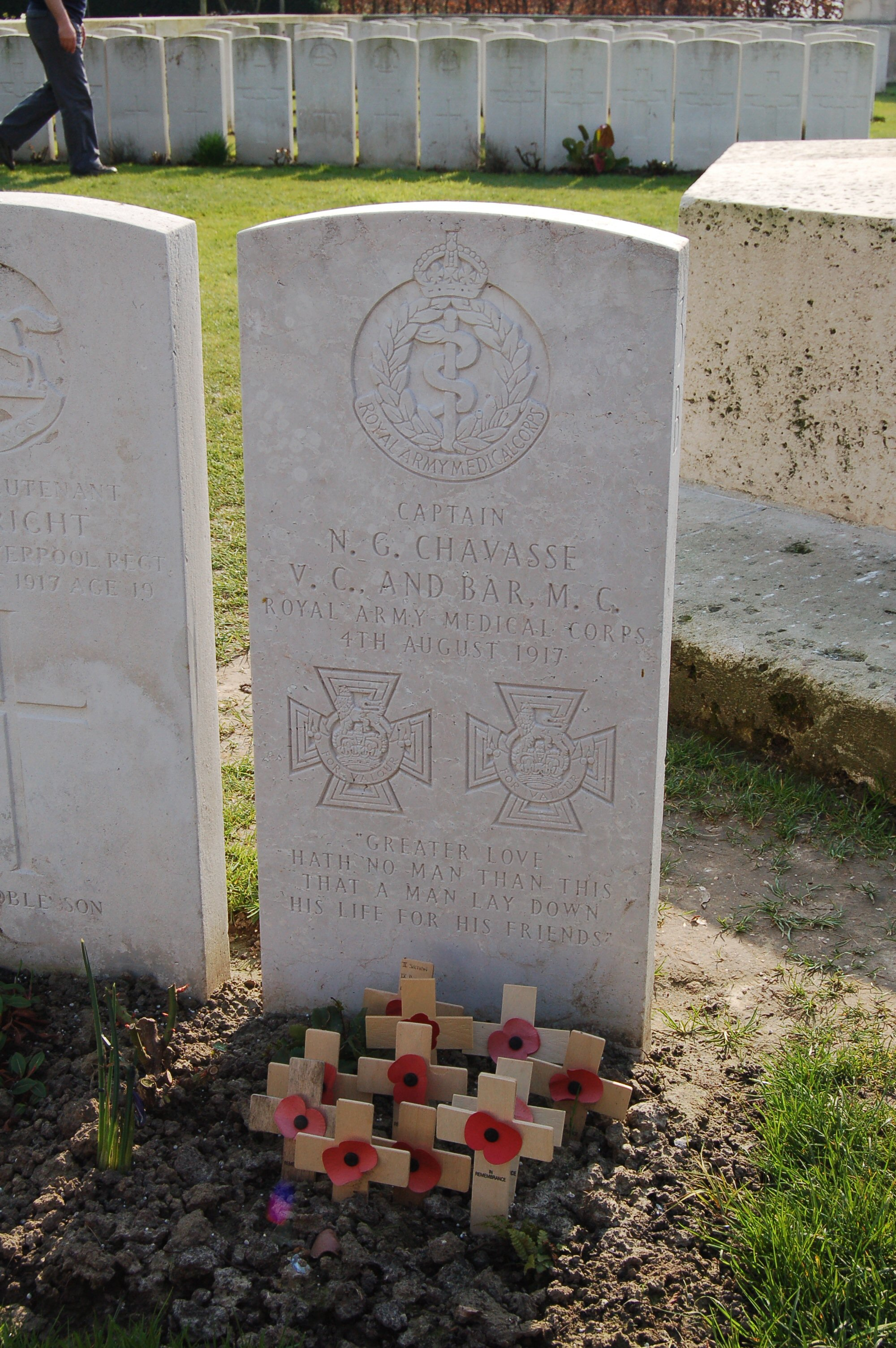
Noel Chavasses Grabstein im Brandhoek New Military Cemetery bei Ypern

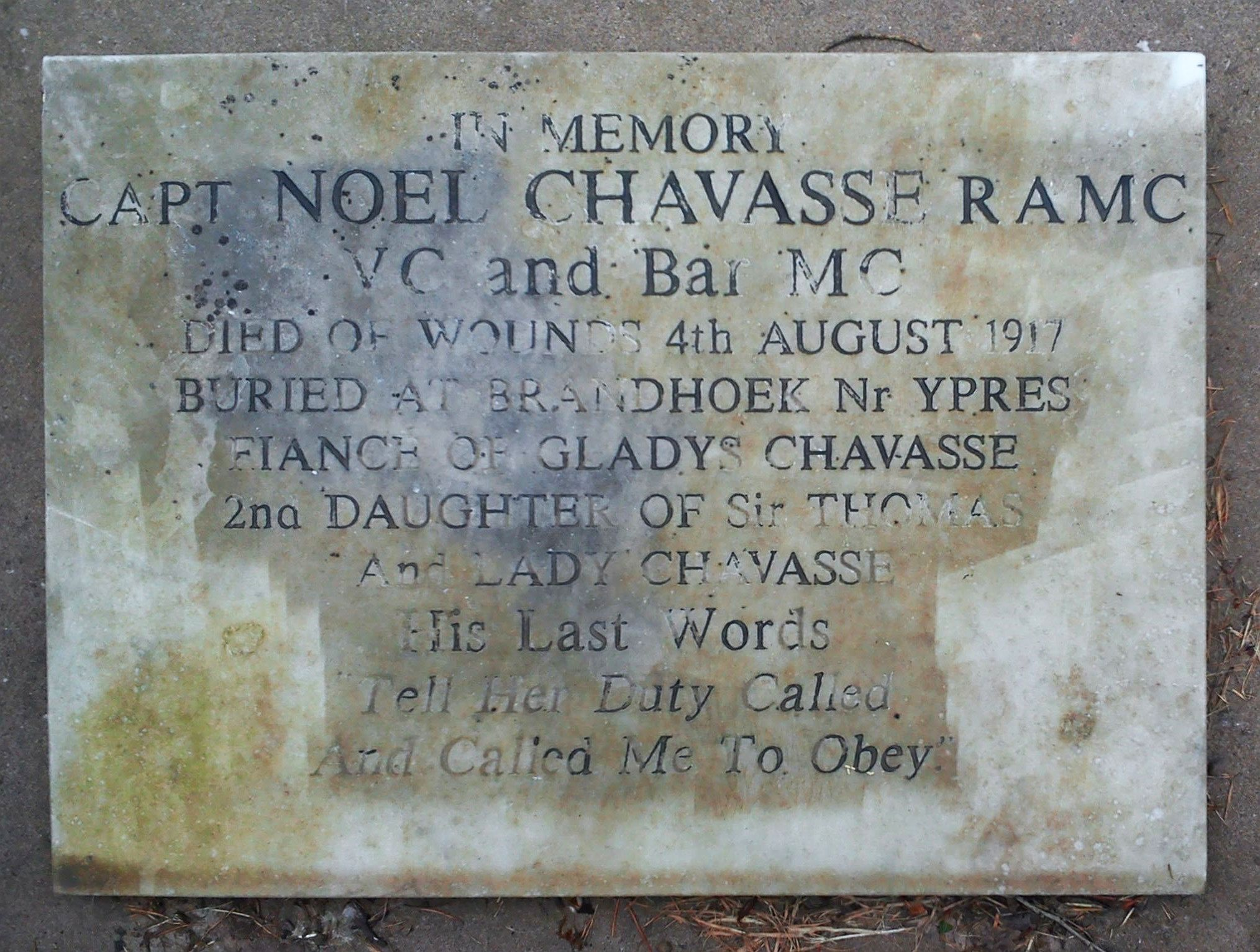
Gedenkstein für Noel Chavasse am Grab seines Onkels Sir Thomas Chavasse in Bromsgrove

Alle vier Brüder Chavasse (Christopher, Noel, Aidan und Bernard) nahmen als Offiziere am Ersten Weltkrieg teil: Christopher als Armee-Geistlicher, die anderen als Sanitäter im Royal Army Medical Corps. Aidan wurde verwundet und dann vermisst. Die anderen drei Brüder erhielten jeder das Military Cross.
In der Schlacht von Guillemont wurde Noel Chavasse von Granatsplittern getroffen, während er ohne Rücksicht auf sich selbst Verwundete aus der vordersten Front rettete und den deutschen Stellungen dabei bis auf 25 Meter nahekam. Für sein Verhalten erhielt er das Victoria-Kreuz, die höchste britische Tapferkeitsauszeichnung.
Bei der Rettung von Kameraden während der Schlacht um den Pilkem-Rücken (Battle of Pilckem Ridge) bei Ypern, die Ende Juli 1917 den Auftakt zur Dritten Flandernschlacht bildete, setzte sich Chavasse  ohne Rücksicht auf sich selbst ähnlichen Gefahren aus, wobei er schwer verwundet wurde. Trotz einer Notoperation erlag er zwei Tage später im Lazarett seinen Wunden und wurde im  Brandhoek New Military Cemetery bestattet. Für seine Tapferkeit wurde Captain Chavasse postum ein zweites Mal mit dem Victoria-Kreuz ausgezeichnet, was ihn zum höchstdekorierten britischen Offizier des Ersten Weltkriegs machte.
Zum Zeitpunkt seines Todes 1917 war Captain Noel Chavasse mit seiner Cousine Frances Gladys Ryland Chavasse (1893–1962) verlobt, der Tochter seines Onkels Sir Thomas Chavasse (1854–1913), eines berühmten Chirurgen in Bromsgrove. Von den vier Chavasse-Brüdern überlebten nur Bernard und Christopher den Krieg. Christopher heiratete 1919, hatte fünf Kinder und wurde später Bischof von Rochester. Sein Sohn Noel, der diesen Namen zu Ehren seines 1917 gefallenen Onkels erhalten hatte, nahm am Zweiten Weltkrieg teil und erhielt ebenfalls das Military Cross.